# Bay St. Lawrence (zatoka)
Bay St. Lawrence (do 20 maja 1975 St. Lawrence Bay) – zatoka (ang. bay) w kanadyjskiej prowincji Nowa Szkocja, w hrabstwie Victoria, na północny zachód od zatoki Aspy Bay; nazwa St. Lawrence Bay urzędowo zatwierdzona 21 kwietnia 1936 (potwierdzona 6 sierpnia 1953).